# ابراهیما (بازیکن فوتبال)
ابراهیما (انگلیسی: Ibrahima؛ زادهٔ ۱۴ اکتبر ۱۹۹۸) بازیکن فوتبال است.